# Марянувка (Парчівський повіт)
Марянувка (пол. Marianówka) — село в Польщі, у гміні Дубова Колода Парчівського повіту Люблінського воєводства. Населення — 67 осіб (2011).

## Історія
За даними етнографічної експедиції 1869—1870 років під керівництвом Павла Чубинського, у селі переважно проживали римо-католики, меншою мірою — греко-католики, які розмовляли українською мовою.
У 1975—1998 роках село належало до Білопідляського воєводства.

## Демографія
Демографічна структура станом на 31 березня 2011 року:
|          | Загалом | Допрацездатний вік | Працездатний вік | Постпрацездатний вік |
| -------- | ------- | ------------------ | ---------------- | -------------------- |
| Чоловіки | 31      | 2                  | 26               | 3                    |
| Жінки    | 36      | 9                  | 19               | 8                    |
| Разом    | 67      | 11                 | 45               | 11                   |